# Pavel Tomeš
Pavel Tomeš (* 16. srpna 1977 Brno) je český stand-up komik, spisovatel a nakladatel.

## Životopis
Narodil se a trvale žije v Brně. Pracoval jako editor v deníku Rovnost, v týdeníku Sedmička, kde vycházely jeho fejetony, a také jako reklamní textař a scenárista. Jako stand-up komik se pravidelně objevuje v pořadech Na stojáka (HBO, ČT) a Comedy Club (Paramount Network). Vystupuje i s vlastní oneman show Tomešou.
Kromě stand-up comedy píše knihy. Vedle několika sbírek fejetonů je autorem humorného románu o smrti Až na ten konec dobrý, který získal Cenu čtenářů Magnesia Litera 2022. Aby dosáhl maximálního souznění autora a nakladatele, založil si vlastní nakladatelství Otoč, které vydává jeho knihy. Obě profese, tedy stand-up comedy a literaturu, spojuje ve svém živém pořadu Literární stand-up, se kterým oživuje program českých knihoven a kulturních sálů.

## Dílo
- Facky z Marsu – sbírka fejetonů (2010)[6]
- Zápisky malého tyranosaura – sbírka fejetonů (2012)
- Tohle lidi hodně berou – sbírka fejetonů (1. vydání 2015, 2. vydání 2021)
- Až na ten konec dobrý – román (2021), ocenění Magnesia Litera 2022, Cena čtenářů[10]
- 13! – sbírka povídek (2023)